# Thecho
Thecho es un pueblo ubicado en el distrito de Lalitpur, Nepal.

## Superficie
Cuenta con una superficie de 3,245 kilómetros cuadrados.

## Demografía
Hasta 2015 la población era de 9933 habitantes, con una densidad de población de 3061 habitantes por kilómetro cuadrado. Con una población masculina y femenina de 4889 (49,2%) y 5044 (50,8%) respectivamente.
| Gráfica de evolución demográfica de Thecho entre 1975 y 2015 |
|                                                              |
| Datos según el Centro Común de Investigación.                |